# Wodzierady (gemeente)

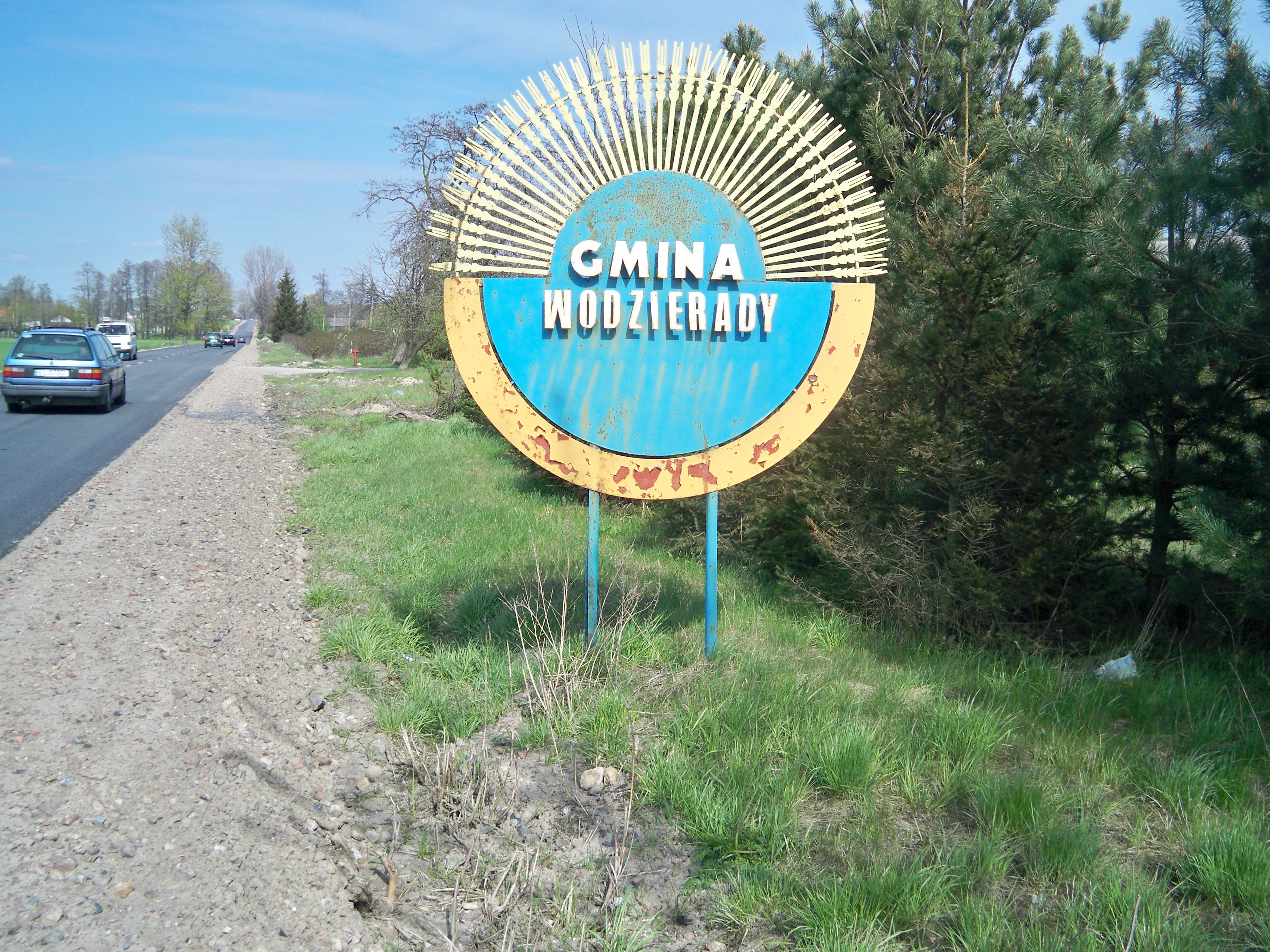
Gemeente Wodzierady

De gemeente Wodzierady is een landgemeente in het Poolse woiwodschap Łódź, in powiat Łaski.
De zetel van de gemeente is in Wodzierady.
Op 30 juni 2004 telde de gemeente 3131 inwoners.

## Oppervlakte gegevens
In 2002 bedroeg de totale oppervlakte van gemeente Wodzierady 81,42 km², waarvan:
- agrarisch gebied: 79%
- bossen: 15%

De gemeente beslaat 13,19% van de totale oppervlakte van de powiat.

## Demografie
Stand op 30 juni 2004:
| Omschrijving                   | Totaal | Totaal | Vrouwen | Vrouwen | Mannen | Mannen |
| ------------------------------ | ------ | ------ | ------- | ------- | ------ | ------ |
| eenheid                        | aantal | %      | aantal  | %       | aantal | %      |
| inwoners                       | 3131   | 100    | 1536    | 49,1    | 1595   | 50,9   |
| bevolkingsdichtheid (inw./km²) | 38,5   | 38,5   | 18,9    | 18,9    | 19,6   | 19,6   |

In 2002 bedroeg het gemiddelde inkomen per inwoner 1192,61 zł.

## Administratieve plaatsen (sołectwo)
Chorzeszów, Czarnysz, Dobków, Dobruchów, Jesionna, Józefów, Kiki, Kwiatkowice, Leśnica, Magdalenów, Magnusy, Piorunów, Przyrownica, Stanisławów, Wandzin, Włodzimierz, Wodzierady, Wola Czarnyska, Wrząsawa, Zalesie.

## Overige plaatsen
Adolfów, Alfonsów, Apolonia, Dobruchów-Kolonia, Elodia, Hipolitów, Julianów, Kazimierz, Kwiatkowice-Kolonia, Kwiatkowice-Las, Ludowinka, Marianów, Mauryców, Nowy Świat, Pelagia, Piorunów-Kolonia, Piorunówek, Teodorów, Wacków, Włodzimierzyk.

## Aangrenzende gemeenten
Dobroń, Lutomiersk, Łask, Pabianice, Szadek, Zadzim